# 서세종 나들목
서세종 나들목(W.Sejong IC)은 세종특별자치시 장군면 하봉리에 설치된 서산영덕고속도로의 11번 교차로이다. 나들목 진출입로는 충청남도 공주시 월송동과 접하고 있다. 국도 제36호선을 통해 공주시 및 세종특별자치시 장군면, 아름동, 종촌동, 한솔동 등지로 진출할 수 있다.
개통 당시의 이름은 동공주 나들목으로 공주시 장기면에 속했으나, 2012년 7월 1일에 세종특별자치시 장군면으로 개편됨에 따라 서세종 나들목으로 명칭이 변경되었다.

## 연혁
- 2009년 5월 28일 : 당진상주고속도로 당진 ~ 대전 구간 개통에 따라 동공주 나들목으로 영업 개시[2]
- 2012년 7월 1일 : 세종특별자치시 출범에 따라 서세종 나들목으로 명칭 변경

## 구조물 정보
- 위치: 세종특별자치시 장군면 하봉리
- 영업소: 세종특별자치시 장군면 서산영덕고속도로 74

## 접속하는 도로
- 국도 제36호선 (장기로)

## 교통량 정보
| 요금소          | 통행량 (대/일) | 통행량 (대/일) | 통행량 (대/일) | 통행량 (대/일) | 통행량 (대/일) | 통행량 (대/일) | 통행량 (대/일) | 통행량 (대/일) | 통행량 (대/일) | 통행량 (대/일) | 각주  |
| 요금소          | 2007년         | 2008년         | 2009년         | 2010년         | 2011년         | 2012년         | 2013년         | 2014년         | 2015년         | 2016년         | 각주  |
| --------------- | -------------- | -------------- | -------------- | -------------- | -------------- | -------------- | -------------- | -------------- | -------------- | -------------- | ----- |
| 동공주 (폐쇄식) | 미개통         | 미개통         | 2,216          | 2,856          | 3,399          | 서세종 요금소  | 서세종 요금소  | 서세종 요금소  | 서세종 요금소  | 서세종 요금소  | [ 3 ] |
| 서세종 (폐쇄식) | 미개통         | 미개통         | 동공주 요금소  | 동공주 요금소  | 동공주 요금소  | 3,748          | 3,844          | 4,079          | 4,534          | 4,970          | [ 3 ] |
| 요금소          | 2017년         | 2018년         | 2019년         |                |                |                |                |                |                |                |       |
| 서세종 (폐쇄식) | 5,128          | 5,256          | 5,763          |                |                |                |                |                |                |                |       |